# 斜叶马铃苣苔
斜叶马铃苣苔（学名：Oreocharis obliqua）为苦苣苔科马铃苣苔属下的一个种。